# Přírodní park Corona Forestal
Parque Natural de la Corona Forestal, což lze přeložit jako Přírodní park Lesní koruna, je přírodní park v centrální hornaté části ostrova Tenerife na Kanárských ostrovech ve Španělsku, který po celém svém obvodu obepíná Národní pak Teide. Nachází se v provicii Provincie Santa Cruz de Tenerife.

## Historie a popis
Parque natural de la Corona Forestal byl vyhlášen v roce 1987 a s celkovou plošnou rozlohou 466,129 km2 je největší chráněnou přírodní oblastí na Kanárských ostrovech. Rozkládá se v nadmořské výšce od cca 300 metrů až do 2718 m na vrcholu hory Alto de Guajara. Leží na území obcí Los Realejos, Adeje, Vilaflor, Guía de Isora, Santiago del Teide, Garachico, Icod de los Vinos, La Orotava, La Guancha, San Juan de la Rambla, Granadilla de Abona, Arico, Fasnia, El Tanque, Güímar, Arafo, Candelaria a La Victoria de Acentejo. V předkoloniálním období, vyvíjeli místní Guančové v oblasti velkou aktivitu. Výsledkem jsou pastevecké přístřešky, pohřební jeskyně a různá archeologická naleziště. Po kastilském dobytí, park hodně trpěl, především těžbou smoly a borovicového dřeva pro lodní průmysl a stavbu domů. Některé oblasti byly odlesněny, ale intenzivní zalesňovací politika, která je v platnosti dodnes, však vedla ke zlepšení vegetačního krytu.

## Příroda
Park tvoří také „ochranou/nárazníkovou“ lesní zónu známějšího Národního parku Teide. Má důležitou roli z hlediska ochrany půdy před erozí a také z hlediska zachycování vody. V parku jsou zastoupeny všechny geologické typy ostrova Tenerife včetně četných projevů a stop vulkanismu. Park je převážně zalesněný (typická je endemitní borovice kanárská (Pinus canariensis C.Sm) aj.) a ve výše položených oblastech jsou horské křoviny. Endemitní pěvec Pěnkava kanárská (Fringilla teydea) a strom z čeledi chřestovitých Dračinec dračí (Dracaena draco L.) se staly přírodním symboly ostrova Tenerife. Významné škody na rostlinných druzích působí introdukovaní mufloni evropští a králík divoký.

## Další informace
Park je celoročně volně přístupný. Park je protkaný mnoha turistickými stezkami a cyklotrasymi.

## Galerie

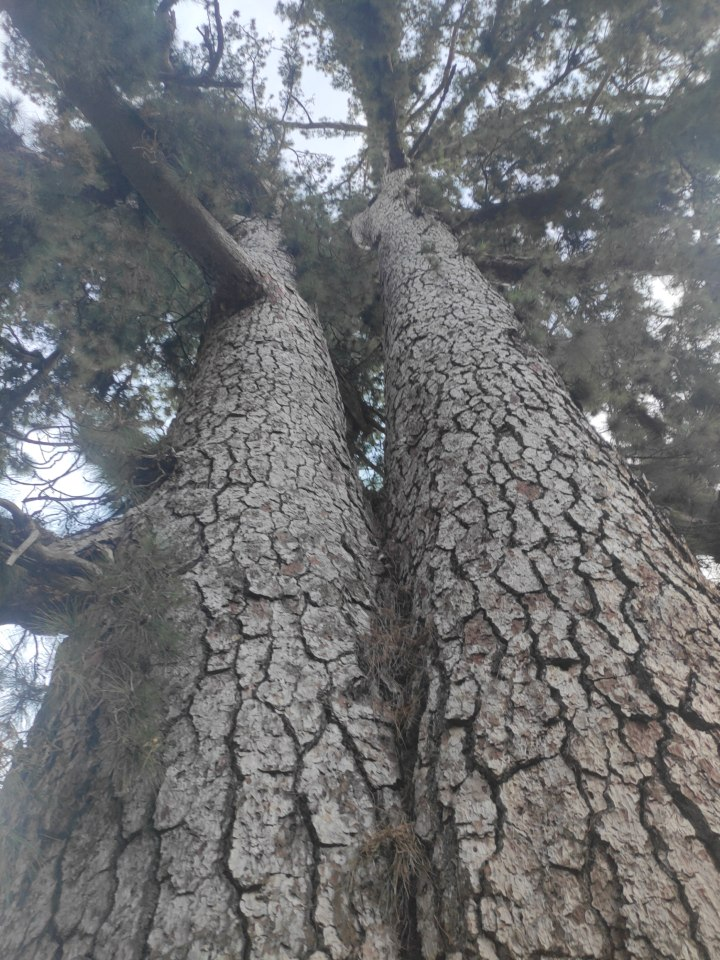
Pino de las dos Pernadas
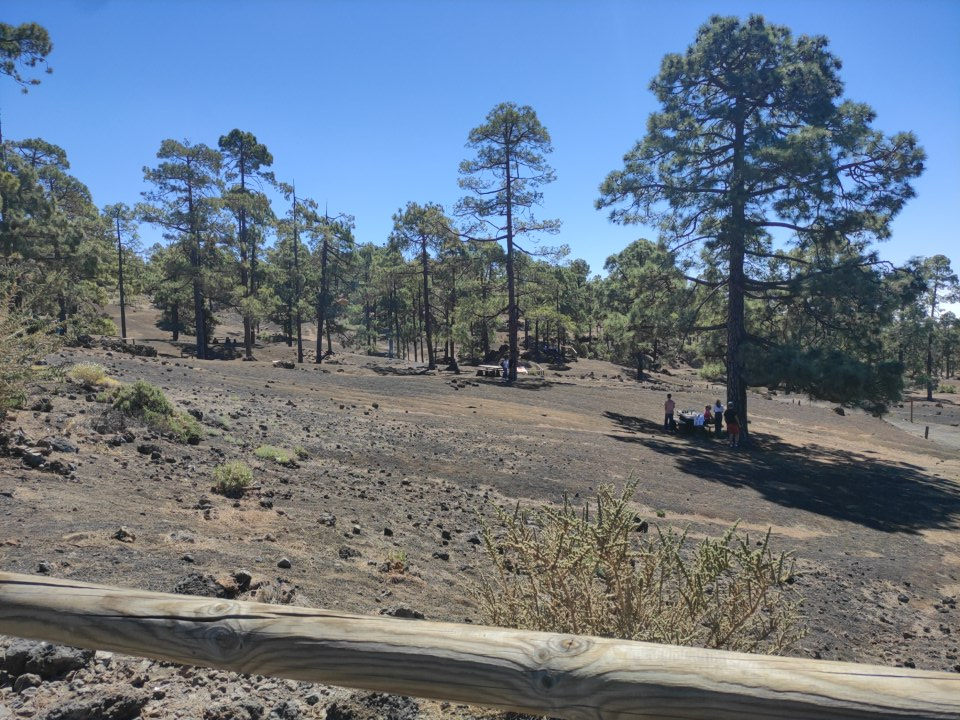
Kemping "Zona de Camp de Chío", Guía de Isora
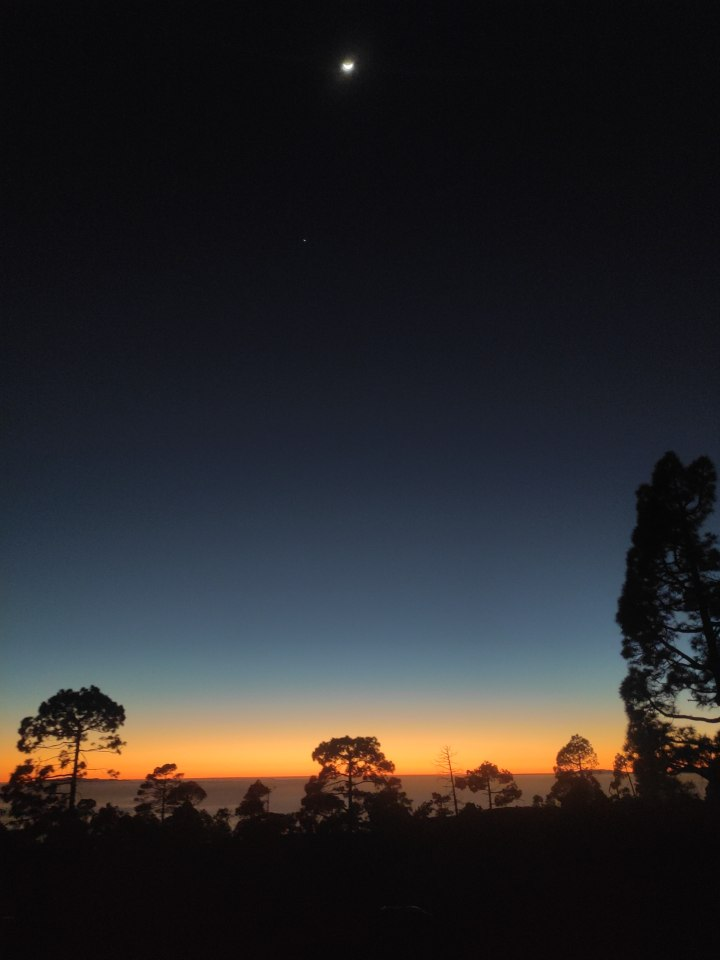
Pohled na noční oblohu po západu slunce